# Betula jarmolenkoana
Betula jarmolenkoana là một loài thực vật có hoa trong họ Betulaceae. Loài này được Golosk. mô tả khoa học đầu tiên năm 1956.